# إيهاب نافع
ايهاب نافع (1 سبتمبر 1935 - 30 ديسمبر 2006 )، ممثل وضابط مخابرات مصري  تخرج في الكلية الجوية عام 1955. قدم آخر أفلامه عام 1994، وكان باسم «لصوص خمس نجوم»، وله ما يقرب من 20 عملا فنيا.
كان يعتبر نفسه «ممثل بالصدفة»، ودائما ما كان يقدم نفسه على أنه ضابط طيار. قال في أحد الحوارات: «سأعمل كل جهدي للالتحاق بطيران الشرق الأوسط، وأرجو أن أوفق بذلك وساعتها سأقول وداعًا أيها الفن».

## حياته
ولد بالقاهرة تخرج في الكلية الجوية عام 1955 ومارس عمله كطيار مقاتلات. تزوج أكثر من مرة ولكن أشهر زوجاته هي الفنانة ماجدة والتي انجب منها ابنتهما الفنانة غادة نافع كما تزوج أيضا من أجنبيات أشهرهن أرملة رجل المخابرات رفعت الجمال. عمل أيضا منتجا في التلفزيون ومثل العديد من الأفلام خارج مصر مثل «في طريقي رجل» و«طريق بلا نهاية».
- اسمه بالكامل محمد إيهاب نافع، من مواليد حي الموسكي، القاهرة، في 1 سبتمبر 1935.
- تخرّج في الكلية الجوية عام 1955، وعمل طيارا.
- قدّم أول بطولاته السينمائية عام 1963 في فيلم «الحقيقة العارية»، بجانب الفنانة ماجدة الصباحي.

## زيجاته
قال في مذكراته إن «ماجدة» كانت تحبه وتطارده، وذكر: «تعرفت إلى المنتج تاكفور أنطونيان، فكان كلّما التقى بي يقول لي: ماجدة معجبة بك، وأذعنت له بالفعل، ودامت الخطبة لشهرين ومن ثم الزواج».
وعلى عكس حديث «نافع»، قالت «ماجدة»: «تعرفت على الطيار إيهاب نافع في حفل السفارة الروسية بالقاهرة، وأصر أن يوصلني إلى المنزل في ذلك اليوم رغم وجود سيارتي معي، وكي أصل إلى المنزل سرنا بالسيارة في الشوارع لمدة 3 ساعات حكى لي خلالها قصة حياته ومدى إعجابه بي، ولأول مرة أشعر بخفقان قلبي ودقاته تهزني بشدة، وبعد أيام عدة جاء إلى منزلنا ليطلب يدي من والدي، وكان هذا هو الحب الأول والأخير في حياتي، وأقمنا حفلا كبيرا في فندق الهيلتون، وبدأت حياتي بعد ذلك تتغير وأشعر بسعادة كبيرة لسنوات طويلة خاصة بعدما رزقت بابنتي غادة».
- تزوج من الفنانة ماجدة عام 1963، في نفس العام الذي ظهر فيه معها في أول فيلم، وكان الزواج الثاني له.
- كان له ابن من زوجته الأولى يدعى أيمن، ثم أنجب غادة من زوجته الفنانة ماجدة.
- اشترك مع زوجته ماجدة، في 4 أفلام، وانقطع التعامل الفني بينهما مع طلاقهما.

قال «نافع» في مذكراته إنه بعد 4 سنوات من الزواج اضطر إلى مغادرة مصر والسفر إلى لبنان ولم يستطع العودة بسبب ما وصفه في مذكراته بـ«خلافات مع القيادة السياسية»، ورفضت «ماجدة» الابتعاد عن الفن، وقررت البقاء في مصر.
ويقول عن فترة ارتباطه بـ«ماجدة» في مذكراته: «الحقيقة أن ماجدة كانت دائمة التدخّل في عملي وهو ما كان يسبب لي مشكلة كبيرة، وخصوصًا في التمثيل، وبعد ذلك بـ4 سنوات حدثت قصة خروجي من مصر لأنني لم أكن أستطيع العودة بسبب خلافات مع القيادة السياسية، فعشت في بيروت وظلت هي في القاهرة، وقد رفضت الحياة العائلية مع ابنتنا وفضّلت الأضواء والشهرة، ولم يكن ذلك مناسبًا لي فانفصلنا».
وقالت ماجدة: «أنا من صمم على الانفصال لأنه كان دائم السفر بجانب عمله كطيار قبل اندماجه في عالم الفن، وأنا كأي زوجة تريد زوجها بجانبها وإن احتاجت له تجده بجوارها والكثير من الناس فسّر انفصالنا وقتها بسبب غيرتي الشديدة عليه لوسامته الشديدة، وهذا غير صحيح بالمرة فأنا لدي من الثقة والاعتزاز بنفسي ما يحول دون ذلك».
- وبعد فترة تم الطلاق بينهما أثناء تناولهما العشاء في إحدى مطاعم بيروت، واتفقا على أن يظلا صديقين، ووصفته «ماجدة» بأنه «الطلاق الأبيض».
- كان آخر فيلم قدمه إلى جانب «ماجدة» هو «النداهة»، عام 1975.
- لم تتزوج «ماجدة» بعد طلاقها منه، بينما تزوج «نافع» بعدها 8 مرات.
- تزوج من سيدة أسترالية، تعرف عليها في بيروت، وأنجب منها طفلين هما زكريا وجوهرة، وعاش في أستراليا فترة شارك خلالها في أعمال سينمائية.
- تزوج من صحفية خليجية، ثم من سيدة أمريكية من أصل ألماني تعرف عليها في اليونان، ثم من سيدة أردنية، ومن أشهر زيجاته، زواجه من فالترود بيتون، أرملة رجل المخابرات رفعت الجمال، والمعروف باسم رأفت الهجان، وانفصل عنها بعد 7 سنوات من زواجهما.
- قال في مذكراته إنه تزوج «فالترود» حفاظا على سمعتها لأن بعض الناس ذكروا أنه يرافقها فلم يجد أمامه سوى أن يتزوجها، وقال إنه طلقها بسبب استيلائها على أمواله، كما جاء في مذكراته، حيث أقرضها 260 ألف دولار لشراء منزل لابنتها، وبعد مرور فترة طويلة طلب منها جزء من المبلغ فأنكرت أنها اقترضت منه أموالا فقام بتطليقها.
- دافعت «ماجدة» عن زوجها في ذلك الوقت قائلة: «في الواقع (إيهاب) أدى عدة أدوار بامتياز، وهذا ليس تحيزا له، ففي فيلم الراهبة كان كويس، وفي فيلم شيء في حياتي، الذي قام به مع (فاتن) كان ممتاز، أما دوره في فيلم للرجال فقط لم يعجبني».

## عمله في المخابرات
قال في مذكراته إنه استطاع إقناع إسرائيل بأنه عميل مزدوج فكان صديقا لقائد القوات الإسرائيلية في ذلك الوقت، عزرا وايزمان، الذي أصبح رئيسا لإسرائيل فيما بعد وكان يسهّل دخوله لإسرائيل.
وقال نصًا في مذكراته: «كنت صديق عزرا وايزمان، قائد القوات الإسرائيلية الذي أصبح رئيسًا لإسرائيل فيما بعد، وهو من مواليد حي الموسكى بالقاهرة، وكان في ذلك الوقت يُسهل لي إجراءات السفر إلى إسرائيل للقيام بالمهام السياسية المُكلف بها من المخابرات العامة المصرية، وكان يساعدني اعتقادا منه بأنني عميل مزدوج، فكنا نتبادل المعلومات العسكرية، بمعنى أنني كنت أعطيه المعلومة وأحصل في الحال على معلومة مقابلة، وكانت المخابرات المصرية تريد من خلال إحدى هذه المهام التي كلفتني بها أن تعرف وتتأكد من أن الممر الذي تقيمه إسرائيل بطول 7 كيلو مترات للطائرات السريعة تم إنشاؤه أم لا».
قال إنه قام بتوصيل خطاب سري إلى الرئيس الراحل محمد أنور السادات من وولتر مونديال، رئيس الكونجرس الأمريكي في ذلك الوقت، تؤكد فيه الإدارة الأمريكية تعويض السادات عن كل التنازلات التي سيقدمها لإسرائيل مقابل اتفاقية «كامب ديفيد».
استغل عمله الفني لدخول عدد كبير من الدول للحصول على معلومات مخابراتية دون أن يثير شكوك رجال المخابرات في هذه الدول.
قال إنه رغم علاقته القوية بعبد الناصر إلا أن السادات أشجع من عبد الناصر، لأنه استلم قيادة المركب وهي بتغرق وعومها، على حد قوله.
قال إن المسؤول الوحيد عن نكسة 1967 هو جمال عبد الناصر، وذكر في أحد الحوارات: «الفريق محمد صدقي محمود، قائد القوات الجوية كان بيطلب دائما فلوس لكي يقوم ببناء دشم، لحماية الطائرات وكان رد عبد الناصر معنديش فلوس مع أنه من المفترض قبل أن تفكر في شراء أي طائرة لابد أن تبني لها دشمة».
قال إن المذكرات الخاصة به والتي تحمل عنوان «لعبة الفن والمخابرات.. مذكرات الطيار الفنان ايهاب نافع» ظلت لمدة 6 أشهر في المخابرات العامة لتحليلها وتنقيحها، والنسخة الموجود هي النسخة المنقحة التي أجازتها المخابرات المصرية.
قال إن عمر سليمان، رئيس المخابرات المصرية في ذلك الوقت، قال له: «أنت ابن حقيقي من أبناء الجهاز».

## وفاته
توفي في 30 ديسمبر 2006 في مستشفى القوات المسلحة عن عمر يناهز 71 عاماً، وهو نفس اليوم الذي تم إعدام صدام حسين فيه.

## أعماله الفنية

### الأفلام
- 1993 : لصوص خمس نجوم[3]
- 1992 : دموع صاحبة الجلالة
- 1990 : اللعبة الأخيرة
- 1989 : امرأة مع الشيطان
- 1988 : زمن الممنوع
- 1983 : المدمن
- 1980 : الجمالية
- 1975 : النداهة
- 1973 : الحب الذي كان، بنات آخر زمن، الأسيرة
- 1970 : عصابة النساء
- 1969 : طريق بلا نهاية
- 1967 : في طريقي رجل، القبلة الأخيرة
- 1966 : شيء في حياتي، من أحب
- 1965 : الراهبة
- 1964 : للرجال فقط، هجرة الرسول
- 1963 : الحقيقة العارية

### المسلسلات
- 1993 : حواديت فكري أباظة[4]

## روابط خارجية
- إيهاب نافع على موقع IMDb (الإنجليزية)
- إيهاب نافع على موقع الدهليز
- إيهاب نافع على موقع قاعدة بيانات الأفلام العربية
- إيهاب نافع على موقع قاعدة بيانات الفيلم (الإنجليزية)